# Histoire de la pomme de terre dans les pays germaniques

## Allemagne
En 1588, alors qu'il vient de cultiver pour la première fois la pomme de terre à Vienne, Charles de l'Écluse s'installe à Francfort-sur-le-Main et reçoit une pension du landgrave de Hesse-Cassel, Guillaume IV. C'est de là qu'il va expédier les tubercules qu'il a récoltés à ses confrères et amis naturalistes d'Europe. Il reste à Francfort jusqu'à la mort du landgrave en 1592. Il s'installe ensuite aux Pays-Bas pour occuper en 1593 la chaire de botanique de l'université de Leyde où il crée en 1594 le Hortus Botanicus Leiden, un jardin botanique des plus importants d'Europe.
Comme dans le reste d'une majeure partie de l'Europe, pour voir la culture de la pomme de terre connaître ses premiers développements, il faut attendre le milieu du XVIIe siècle. Jusque-là, elle reste une attraction des jardins botaniques et une curiosité d'apothicaire.

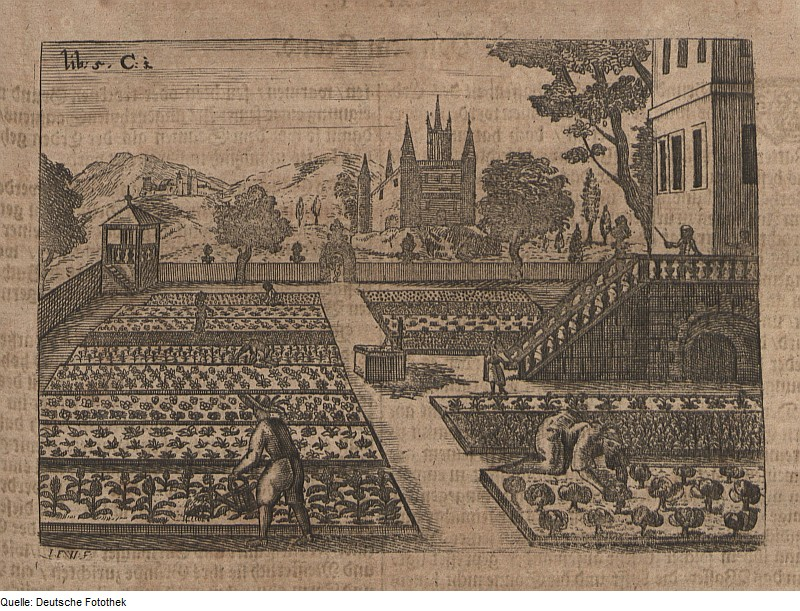
Illustration de Wolf Helmhardt von Hohberg (1695).

L'agriculteur Hans Rogler est considéré comme le pionnier de la culture de la pomme de terre en Bavière. Il aurait effectué ses premières plantations en 1647 dans son village natal, à Pilgramsreuth près de la ville de Rehau.
À côté de l'église de ce village, il a été érigé en 1990 une statue de bronze commémorant cet événement.

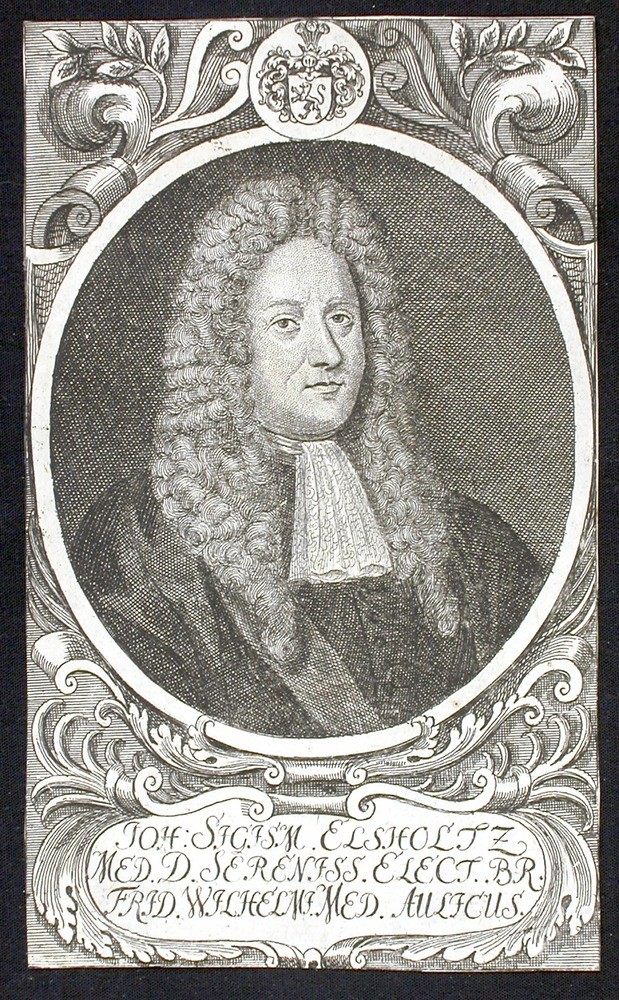
Jean Sigismond Elsholtz (1623-1688),
université d'Oklahoma.

Après avoir étudié dans les universités de Wittenberg, Königsberget Padoue, où il reçoit son doctorat de médecine en 1653, le naturaliste Jean Sigismond Elsholtz (1623-1688) est appointé en 1656 comme botaniste et médecin aulique de Frédéric-Guillaume Ier de Brandebourg. En 1667, ce dernier lui confie la charge des jardins botaniques de Potsdam, Oranienbourg et Berlin. C'est déjà à Berlin, dans le Lustgarten, alors qu'il assiste Michael Hanff à son élaboration depuis 1647, qu'il cultive pour la première fois en 1649 la pomme de terre, à partir de tubercules en provenance de Hollande.
Dans son Flora Marchica, paru en 1663, Elsholtz nomme pour cette raison la pomme de terre Holländische Tartuffeln (truffe hollandaise). Il la décrit comme une plante ornementale. Il ajoute qu'en Italie elle serait nommée en latin Tubera Terrae, à l'origine du mot italien tartufo désignant la pomme de terre, lui-même à l'origine de kartoffell en allemand .
Vers la fin du XVIIe siècle, la culture de la pomme de terre s'étend petit à petit, diffusée à partir des jardins botaniques.
En 1682, Wolf Helmhardt von Hohberg consacre un article aux Tartouffles qu'il nomme aussi Indianische Papas, Erdäpfeln dans son ouvrage Georgica curiosa, encyclopédie traitant tous les aspects des arts de la maison, des jardins, ornementaux ou vivriers, et de l'agriculture . Il indique que les cartouffles sont très communes à travers toute l'Allemagne. On les consomme chaudes, pelées, ou sautées, froides, assaisonnées d'huile, de sel de poivre et de vinaigre. Puis, en 1692 c'est au tour, du pasteur protestant Johannes Coler, dit Colerus, de vanter les bienfaits de la culture de la pomme de terre et d'en détailler les principes dans son traité d'économie domestique et rurale Oeconomia ruralis et domestica qui fut un ouvrage en vogue en Europe de l'Ouest lors de sa publication.

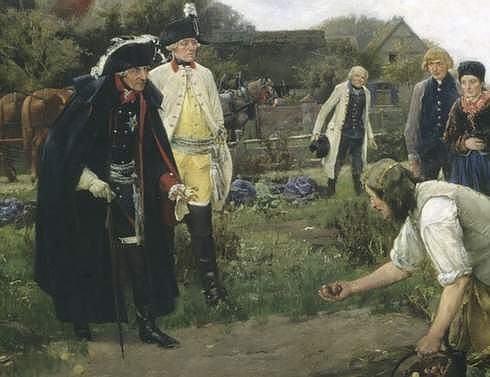
Friedrich II inspectant un champ de patates - König ist überall de Robert Müller (1886).

Dès le début du XVIIIe siècle, la pomme de terre se répand dans les jardins, puis les campagnes de toutes les régions germaniques. De produit gastronomique ou d'aliment de complément, elle prend petit à petit le statut de denrée alimentaire de base.
Frédéric II le Grand, conscient que la pomme de terre peut jouer un rôle primordial dans l'alimentation de ses armées et de ses sujets dont le nombre est en forte croissance, s'attelle à persuader la population, tant par l'instruction que par la force, d'en pratiquer la culture à grande échelle. Engagée dans la Guerre de Sept Ans, la Prusse a besoin de vivres pour combattre et résister aux ennemis. Le 24 mars 1756, il publie à cet effet l'Édit des pommes de terre qui en ordonne la culture. Il y requiert que l'armée elle-même soit employée pour faire appliquer sa volonté, mais celle-ci, engagée dans la guerre, a bien d'autres tâches à accomplir.

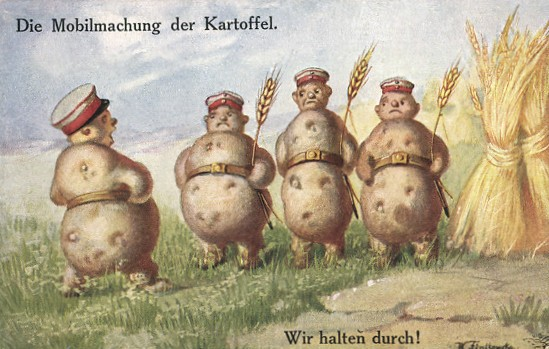
Wir halten durch ! (On tient le coup !).

Surtout, les disettes de 1771 et 1772 frappent encore une fois une grande partie de l'Europe, et vont définitivement convaincre le peuple germanique des avantages qu'il peut tirer de l'exploitation de la Kartoffel.
L'importance que va prendre la culture de la pomme de terre dans les pays germaniques leur vaut qu'ironiquement on nomme en Europe la guerre de Succession de Bavière (1778-1779, la « guerre des pommes de terre » (Kartoffelkrieg).
Au début du XIXe siècle, la pomme de terre devient l'aliment de base de ce qui deviendra l'Empire allemand en 1871 et c'est avec beaucoup moins d'ironie qu'on considère alors le rôle stratégique joué par la pomme de terre, aliment principal de ses forces armées.

## Luxembourg
Au Luxembourg, l'histoire de la pomme de terre a probablement commencé sous l'empereur Charles VI vers 1720, date de l'introduction présumée des premiers tubercules de pomme de terre dans le grand-duché, qui faisait partie à l'époque des Pays-Bas autrichiens.